# 高橋繁行
高橋 繁行（たかはし しげゆき、1954年- ）は、日本のルポライター。

## 人物・来歴
京都府生まれ。ルポライターとして葬式、笑い、科学、人物を主要テーマに取材・執筆。高橋葬祭研究所を主宰。

## 著書
- 『現代お葬式事情 ドキュメント』立風書房, 1991.8
- 『読まずに死ねるか!お葬式の研究』(大月リライフbooks)大月書店, 1993.9
- 『ナニワ銭学・不況知らずのアイディア商売』日新報道, 1996.2
- 『猛虎なり　阪神タイガース記憶に残る14人の男たち』洋泉社, 2002.12
- 『葬祭の日本史』講談社現代新書) 2004.6
- 『看取りのとき かけがえのない人の死に向き合う』アスキー新書 2009.12
- 『死出の門松 こんな葬式がしたかった』講談社文庫 2009.2
- 『日本の歴代ノーベル賞』アスキー新書 2009.6
- 『寺、墓、葬儀の費用はなぜ高い?』(家族で読めるfamily book series 生き方研究編) 飛鳥新社, 2010.1
- 『お墓は、要らない』学研新書 2010.8
- 『お葬式の言葉と風習 柳田國男『葬送習俗語彙』の絵解き事典』創元社, 2020.10
- 『土葬の村』講談社現代新書 2021.2

### 共編著
- 『お笑い買い占めまっせ! 吉本興業の戦略』鹿嶋豊共著. 竹書房,(Take books) 1985.12
- 津田慶一『浪華の奴振り 島之内の平久と冠婚葬祭』福持昌之共編. 平久, 2011.2